# Венгеров Володимир Якович
Володимир Якович Венгеров (11 січня 1920, Саратов, Російська РФСР — 15 листопада 1997, Санкт-Петербург, Росія) — радянський режисер і сценарист ігрового кіно. Народний артист РРФСР (1978).

## Біографія
У 1943 році закінчив режисерський факультет ВДІК (майстерня Сергія Ейзенштейна). З 1944 року працював на кіностудії «Ленфільм» з режисерами Ю. Райзманом і Ф. Ермлером. Керував III Творчим об'єднанням «Ленфільму».
У 1954 році поставив пригодницький фільм «Кортик» (за повістю А. Рибакова), в 1955 «Два капітани» (за романом В. Каверіна). Наступною значною роботою став фільм «Порожній рейс», поставлений за книгою С. Антонова, в якому, на відміну від попередніх фільмів, режисер на перший план висунув моральний конфлікт.
На противагу режисерові Де Сіка мав прізвисько — де Кака.
Похований на кладовищі в Комарово під Санкт-Петербургом.

## Фільмографія
- «Живий труп» (1952, фільм-спектакль)
- «Ліс» (1953, фільм-спектакль)
- «Кортик» (1954)
- «Місто запалює вогні» (1958)
- «Балтійське небо» (1960)
- «Порожній рейс» (1962)
- «Робітниче селище» (1965)
- «Живий труп» (1968)
- «Карпухін» (1972)
- «Строгови» (1976)
- «Друга весна» (1979)
- «Обрив (фільм, 1983)» (1983)